# Tõnu Tõniste
Tõnu Tõniste (Tallin, URSS, 26 de abril de 1967) es un deportista estonio que compitió para la Unión Soviética en vela en la clase 470.
Participó en cuatro Juegos Olímpicos de Verano, entre los años 1988 y 2004, obteniendo en total dos medallas, plata en Seúl 1988 y bronce en Barcelona 1992, ambas en la clase 470 (junto con su hermano gemelo Toomas). Ganó una medalla de oro en el Campeonato Europeo de 470 de 1992.
Fue el abanderado de Estonia en la ceremonia de apertura de los Juegos Olímpicos de Sídney 2000.

## Palmarés internacional
| \| Representando a la URSS \| \| \| \| \| Juegos Olímpicos \| \| \| \| \| Año \| Lugar \| Medalla \| Clase \| \| 1988 \| Seúl (Corea del Sur) \| Medalla de plata \| 470 \| \| Representando a Estonia \| \| \| \| \| Juegos Olímpicos \| \| \| \| \| Año \| Lugar \| Medalla \| Clase \| \| 1992 \| Barcelona (España) \| Medalla de bronce \| 470 \| \| Campeonato Europeo \| \| \| \| \| Año \| Lugar \| Medalla \| Clase \| \| 1992 \| Nieuwpoort (Bélgica) \| Medalla de oro \| 470 \| |                      |                   |       |
| Representando a la URSS |                      |                   |       |
| Juegos Olímpicos |                      |                   |       |
| Año | Lugar                | Medalla           | Clase |
| 1988 | Seúl (Corea del Sur) | Medalla de plata  | 470   |
| Representando a Estonia |                      |                   |       |
| Juegos Olímpicos |                      |                   |       |
| Año | Lugar                | Medalla           | Clase |
| 1992 | Barcelona (España)   | Medalla de bronce | 470   |
| Campeonato Europeo |                      |                   |       |
| Año | Lugar                | Medalla           | Clase |
| 1992 | Nieuwpoort (Bélgica) | Medalla de oro    | 470   |